# Pont de Yichang
Le pont de Yichang (chinois simplifié : 宜昌长江公路大桥 ; chinois traditionnel : 宜昌長江公路大橋 ; pinyin : Yíchāng Changjiang Gonglu Dàqiáo) franchit le Yangzi Jiang à hauteur de la ville de Yichang, dans la province du Hubei en Chine.
Il est le premier grand pont à être conçu entièrement par des chinois.

## Description
C'est un pont suspendu d'une portée de 960 m qui supporte l'autoroute Hurong reliant Shanghai à Chongqing, sa construction débuta le 19 février 1998 et il fut mis en service le 19 septembre 2001. 

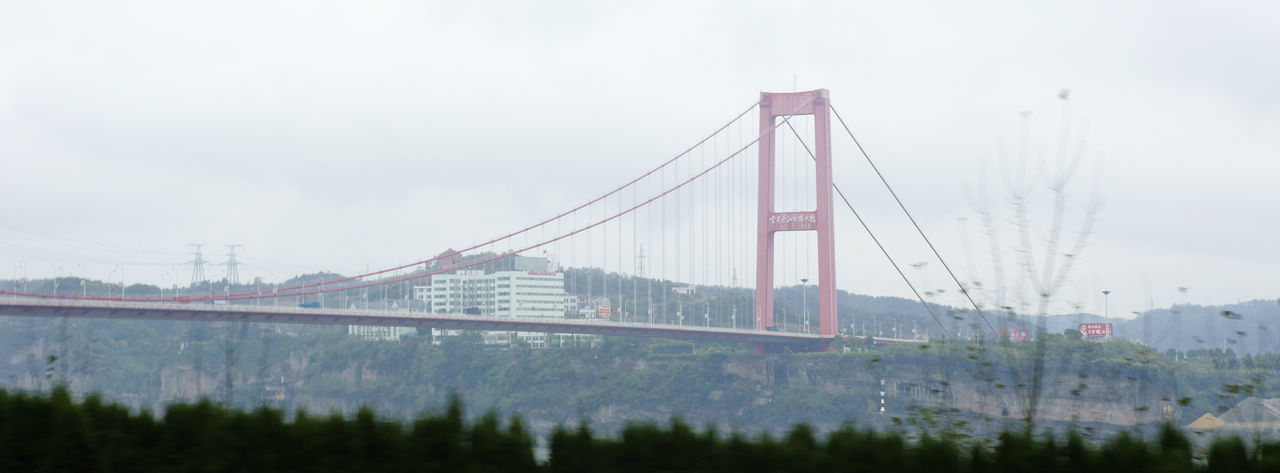

Le coût de l'ouvrage fut de 895 millions de yuans.